# Каспар Марія фон Штернберг
Граф Каспар Марія фон Штернберг (чеськ. hrabě Kašpar Maria Šternberk, 1761, Прага — 1838, Бржезінський замок) — богемський богослов, мінералог, геогност, ентомолог і ботанік. Він відомий як «батько палеоботаніки».

## Із біографії
Його батьками були граф Йоганн Непомук фон Штернберг та графиня Анна Йозефа Коловрат-Краковська.
Заснував Чеський національний музей у Празі — його колекція мінералів, закам'янілостей та рослинних зразків склала основну колекцію музею. Вважається засновником сучасної палеоботаніки. Каспар знаходився в дружніх стосунках з Йоганом Вольфгангом фон Гете.
Спочатку як студент богослов'я відвідував колегіум у Римі, де отримав нижчий сан. Натхненний нещодавно заснованим Регенсбурзьким ботанічним товариством (1790), став завзятим натуралістом. Згодом став видатним членом товариства, створив ботанічний сад у Регенсбурзі. У 1805 р. під час тривалого перебування в Парижі зустрічався з Олександром Гумбольдтом і потрапив під вплив деяких французьких палеонтологів і ботаніків. Згодом він переїхав до маєтку в Радніце, Богемія. Тут посадив ботанічний сад і провів важливі палеоботанічні дослідження на нещодавно відкритих вугільних шахтах, розташованих в околицях.
На його честь названо ботанічний рід Штернбергія.

## Публікації
- Abhandlung über die Pflanzenkunde в Бемені (два томи 1817—1818) — трактат про ботаніку Богемії.
- Briefwechsel (1820—1832) — (Листування) Йоганн Вольфганг фон Гете, Каспар фон Штернберг.[7][8]
- Versuch einer geognostisch-botanischen darstellung der flora der vorwelt [Архівовано 15 квітня 2021 у Wayback Machine.] (з Августом Карлом Йозефом Кордою, 1820—1825; два томи) — Спроба геогностичного- ботанічного опису первісної флори.[9]
- Ausgewählte Werke des Grafen Kaspar von Sternberg [Архівовано 15 квітня 2021 у Wayback Machine.], 1902 — Вибрані твори графа Каспара фон Sternberg.
- Leben des Grafen Kaspar von Sternberg [Архівовано 15 квітня 2021 у Wayback Machine.], 2010 — Життя графа Каспара фон Штернберга.